# Distretto direttivo di Dresda
Il distretto direttivo di Dresda (in tedesco Direktionsbezirk Dresden) era uno dei tre distretti direttivi della Sassonia, Germania, situato nel sudest dello stato federato.

## Storia
Venne creato con la riforma amministrativa della Sassonia del 1º agosto 2008, succedendo al vecchio distretto governativo di Dresda, di cui mantenne il medesimo territorio e capoluogo.
Venne soppresso nel 2012.

## Suddivisione
Il distretto direttivo di Dresda comprendeva tre circondari (Landkreis) e una città non appartenente ad alcun circondario (Kreisfreie Stadt):
- circondari
  - Bautzen
  - Görlitz
  - Meißen
  - Svizzera Sassone-Monti Metalliferi Orientali (Sächsische Schweiz-Osterzgebirge)
- città
  - Dresda (Dresden)